# 地域医療機能推進機構福井勝山総合病院
地域医療機能推進機構福井勝山総合病院（ちいきいりょうきのうすいしんきこうふくいかつやまそうごうびょういん）は、福井県勝山市にある病院である。通称JCHO福井勝山総合病院（ジェイコーふくいかつやまそうごうびょういん）、または単に勝山病院。
福井県奥越二次医療圏（大野市・勝山市）において唯一の災害拠点病院に指定されており、同地域内の医療活動の中心を担っている。

## 沿革
- 1999年 (平成11年) 4月 - 社会保険勝山病院を福井社会保険病院に名称変更。
- 1999年 (平成11年) 5月 - 病院を勝山市村岡町郡から同市長山町に新築移転。
- 2014年 (平成26年) 4月 - 独立行政法人地域医療機能推進機構福井勝山総合病院に名称変更。

## 診療科目
- 内科
- 循環器科
- 小児科
- 外科
- 脳神経外科
- 整形外科
- 眼科
- 泌尿器科
- 産婦人科
- 皮膚科
- 耳鼻咽喉科
- 放射線科
- 麻酔科
- 消化器内科
- 腎臓内科
- 呼吸器内科
- リハビリテーション科

## 医療機関の指定・認定
（下表の出典）
| 保険医療機関                                   | 第二種感染症指定医療機関                 |
| 労災保険指定医療機関                           | 母体保護法指定医の配置されている医療機関 |
| 指定自立支援医療機関（精神通院医療）           | 災害拠点病院                             |
| 身体障害者福祉法指定医の配置されている医療機関 | 臨床修練指定病院                         |
| 生活保護法指定医療機関                         | 肝疾患診療連携拠点病院                   |
| 結核指定医療機関                               | 特定疾患治療研究事業委託医療機関         |
| 戦傷病者特別援護法指定医療機関                 | DPC対象病院                              |
| 原子爆弾被害者一般疾病医療取扱医療機関         | 小児慢性特定疾患治療研究事業委託医療機   |

- 救急告示病院（二次救急）[2]
- 公益財団法人日本医療機能評価機構認定病院[3]

## 交通アクセス
- 京福バス 46系統（勝山大野線）「福井勝山総合病院」行きにて、終点下車正面。えちぜん鉄道勝山永平寺線 勝山駅およびJR越美北線 越前大野駅から乗車可。
- 勝山市コミュニティバス「福井勝山総合病院」停留所下車正面[4]。勝山駅から乗車可。
- E67 中部縦貫自動車道 勝山ICから、福井県道260号勝山インター線・国道416号・福井県道261号滝波長山線経由 約5 km。

## 不祥事
- 2019年1月22日（発表） - 男性薬剤科長（55歳）が、抗がん剤などの医薬品（約2700万円相当）を着服し、違法に売却していた。機構は、7月18日、男性薬剤課長を懲戒解雇処分とし、2018年9月、福井県警に業務上横領などの疑いで告訴状を提出した[5][6]。